# Contea di Genesee (New York)
La contea di Genesee (in inglese Genesee County) è una contea situata nell'area occidentale dello Stato di New York negli Stati Uniti. Il capoluogo è Batavia.

## Geografia fisica
La contea si trova nel centro-ovest dello Stato. Si tratta di un territorio pianeggiante con diverse zone paludose, tra le città di Buffalo e Rochester. I fiumi principali che vi scorrono sono il Tonawanda Creek e l'Oatka Creek. Sul Tonawanda Creek è situata la città di Batavia che ha le funzioni di capoluogo di contea. Nell'angolo nord-ovest della contea si trova la Riserva Tonawanda.

### Contee confinanti
- Contea di Orleans - nord
- Contea di Monroe - nord-est
- Contea di Livingston - sud-est
- Contea di Wyoming - sud
- Contea di Erie - ovest
- Contea di Niagara - nord-ovest

## Storia
I primi abitanti del territorio furono i nativi di lingua irochese, principalmente Seneca ed Erie. Quando furono istituite le province di New York nel 1683, l'area dell'attuale contea faceva parte della contea di Albany. La conteafu istituita nel 1802, separandone il territorio da quello della contea di Ontario. Il nome deriva da una parola dei nativi americani di lingua irochese che significa "bella valle".
La contea a quel tempo aveva una estensione molto maggiore di quella attuale. Nel 1806 ne venne separata la contea di Allegany. Nel 1808 ne vennero separate le contee di Cattaraugus, Chautauqua, e Niagara. Nel 1821 ne venne separato parte del territorio che avrebbe costituito le contee di Livingston e Monroe. Nel 1824 ne venne separata la contea di Orleans ed infine nel 1841 ne venne separata la contea di Wyoming.

## Comuni[4]
- Alabama - town
- Alexander - town
- Batavia (capoluogo) - city
- Bergen - town
- Bethany - town
- Byron - town
- Corfu - village
- Darien - town
- Elba - town
- Le Roy - town
- Oakfield - town
- Pavilion - town
- Pembroke - town
- Stafford - town